# Richard Báez
Richart Martín Báez Fernández (Asunción, 1973. július 31. –) paraguayi válogatott labdarúgó, edző.

## Sikerei, díjai
- Universidad de Chile
  - Chilei gólkirály: 1997